# Roy Hart
Roy Hart (né le 30 octobre 1926 en Afrique du Sud, mort le 18 mai 1975 à Nice), est un acteur et chanteur sud-africain, membre de la Royal Academy of Dramatic Art de Londres. Il est le fondateur du Roy Hart Theatre. 

## Carrière
Élève d'Alfred Wolfsohn pendant de longues années, il a poursuivi le travail sur la voix après la mort de celui-ci, en 1962. L'étendue vocale et la virtuosité de Roy Hart ont conduit des compositeurs (les allemands Karlheinz Stockhausen et Hans Werner Henze, l'anglais Peter Maxwell Davies, etc.) à écrire des pièces spécialement pour sa voix. Roy Hart a fondé le Roy Hart Speakers/Singers en 1968, rebaptisé Roy Hart Theatre en 1969, et a développé une méthode de développement de la voix, qui est encore enseignée et pratiquée au Centre Roy Hart dans le sud de la France à Malérargues, ainsi que dans le monde.

## Biographie
Roy Hart est né en 1926 à Johannesbourg (Afrique du Sud), dans une famille moitié polonaise, moitié lituanienne. Il reçoit une éducation juive orthodoxe. Il étudie l'anglais, l'histoire de la musique, la philosophie et la psychologie à l'université du Witwatersrand à Johannesbourg. Il devient un acteur doué et obtient une bourse d'études à la [Royal Academy of Dramatic Arts] de Londres. Sa rencontre par hasard avec Alfred Wolfsohn est décisive, il abandonne une carrière dans le West-End pour se consacrer à sa recherche avec Wolfsohn. Il n'apparaît pas en public pendant les dix-sept années suivantes. Il émerge en 1969 dans une période d'activité artistique et psycho-thérapeutique internationale, incluant des solos de Versuch über Schweine de Hans Werner Henze, Eight Songs for a Mad King de Peter Maxwell Davies, Spirale de Stockhausen et Les Bacchantes d'Euripide, joués par sa propre compagnie. Il est conférencier invité à des congrès de psycho-thérapie et de théâtre dans le monde entier. En 1972, il commence à se produire sur scène en tant qu'acteur au sein de sa propre compagnie, qui comprend une quarantaine de membres. La compagnie de théâtre vient s'installer dans le sud de la France fin 1974. Roy Hart meurt dans un accident de voiture pendant une tournée en mai 1975.

### Enfance et jeunesse
En 1946, il joue Peer Gynt dans une production à l'université qui rencontre un franc succès. Il ressent un conflit entre son désir inné de monter sur scène et les origines rabbiniques de sa famille, et décide alors de quitter l'Afrique du Sud. Il rejoint en mai 1947 la Royal Academy of Dramatic Art (RADA), de Londres, grâce à une bourse d'études, sous le nom de Royden Hart.

### La période Wolfsohn
Le 5 juin 1947, Roy Hart rencontre Alfred Wolfsohn, « un homme qui, je pense, a la possibilité de révéler le meilleur de moi-même… cette rencontre est sans aucun doute la plus importante de ma vie » (citations de son journal) « Il m'a accepté tel que je suis ». Son travail avec Wolfsohn engendre des problèmes dans son travail à la RADA. Il lui faut abandonner le Mot pour le Son. À la RADA, on se moque de lui, disant qu'il est en train de se perdre.
En 1949, il est diplômé de la RADA. 
Dans les années 1950, Alfred Wolfsohn tombe malade en 1959, Roy Hart reprend l'enseignement de certains des autres étudiants. Il donne des démonstrations vocales à des experts en musique ou théâtre : Menuhin, Laurence Olivier, Peter Ustinov. Il est en contact avec C.G. Jung. Il y a un intérêt certain, mais peu d'actions concrètes.
En 1960, Roy Hart travaille à Shenley, un hôpital psychiatrique de Londres, pour étudier les possibilités thérapeutiques de la voix. Au fil des années, il maintient un lien avec le monde de la psychothérapie en participant à plusieurs congrès internationaux. Roy Hart, avec d'autres étudiants, prend soin d'Alfred Wolfsohn au cours de sa longue maladie.
En 1962, Alfred Wolfsohn meurt et après longue réflexion, Roy crée un groupe, sur la base de ses propres étudiants et ceux d'Alfred Wolfsohn qui souhaitent continuer.
En 1964, un film documentaire est fait sur le travail du groupe. Peter Brook, Jerzy Grotowski, R.D. Laing, et Harold Pinter rendent visite à Roy Hart dans son studio.

### Le Roy Hart Theatre
En 1969, les Roy Hart Speakers/Singers présentent leur travail sur Les Bacchantes au Festival de Nancy. Roy crée aussi les solos Spirale de Stockhausen and Eight Songs for a Mad King de Peter Maxwell Davies et Versuch über Schweine de Hans Werner Henze. Le groupe, rebaptisé Roy Hart Theatre, présente The Bacchae as the Frontae. 
En 1970, le Roy Hart Theatre présente A Song of Everest en Espagne et en  France.
En 1971, le Roy Hart Theatre présente A Song of the Mind en Espagne et The Singer and the Song à Londres, des pièces qui explorent son et mouvement seulement. Le spectacle est invité sous le nom de And au Théâtre des Nations, Paris, par Jean-Louis Barrault en 1972. Roy présente son solo Biodrame de Serge Béhar.
En 1973, de retour au Mot, le Roy Hart Theatre présente Mariage de Lux de Serge Béhar et Ich bin (« Je suis ») de Paul Pörtner à Londres. L'idée germe pour le groupe de vivre et de travailler ensemble, et la chasse au lieu commence.
En 1974, le Château de Malérargues est découvert : il offre des espaces corrects et un bon accès pour des tournées en Europe. En juillet, le déménagement commence par le voyage des sept premiers membres quittant Londres. La réécriture du “Café de Flore” renommé “l’Economiste”[Quoi ?], de Serge Béhar, commence.
En 1975, Roy Hart arrive à Malérargues en février. Les répétitions commencent pour de bon, entrecoupées de spectacles de chants, hymnes et textes dans les temples protestants de la région. La première de L'économiste a lieu à Alès en avril. Fin avril, Roy et la troupe partent en tournée. Le 18 mai, après des spectacles en Autriche et en route pour l'Espagne, Roy Hart, Dorothy Hart et Vivienne Young se tuent dans un accident de voiture près de Nice. Quelques jours plus tard, ils sont inhumés à Malérargues.